# 오리엔트 타이 항공
오리엔트 타이 항공(태국어: โอเรียนท์ ไทย แอร์ไลน์, 영어: Orient Thai Airlines)은 태국의 저비용 항공사로 돈므앙 국제공항을 허브 공항으로 삼고 있던 항공사였다.

## 역사
- 1995년 : 캄보디아 실업가인 우돔 탄티프라송차이가 오리엔트 익스프레스 항공 설립, 보잉 727 항공기 두 대를 구입해 태국에서 항공 운송 시작
- 1996년 : 록히드 L-1011 트라이스타 2기[1] 구입, 회사명을 현재의 사명으로 변경
- 1998년 : 정기 항공편 운항 일시 중단, 자회사인 캄푸차 항공을 통해 전세기 항공편 운항, 아시아 최초로 국제선 전세기 운항
- 1999년 : 국제선 취항 시작
- 2003년 : 자회사 원투고 항공 설립
- 2007년 : 원투고 항공 269편 추락사고 발생. 미국 연방 교통 안전 위원회(NTSB)와 태국 민간 항공국에 의해 수차례 안전조사 받음[2]
- 2008년 : 자회사와 함께 부실한 정비기록 관리로 30일 간 업무중단 명령 받음
- 2010년 : 보잉 747-400 항공기를 인도 받음
- 2018년 : 구조조정 절차로 업무중단

## 운항 노선
- 태국
  - 방콕 - 돈므앙 국제공항 - 허브
  - 푸껫 – 푸껫 국제공항
- 중화인민공화국
  - 상하이 - 상하이 푸둥 국제공항
  - 난닝 - 난닝 우수 국제공항
  - 창사 - 창사 황화 국제공항
- 대한민국
  - 인천 - 인천국제공항

## 보유 기종

### 현재 사용하는 기종
- 2018년 7월 기준으로 오리엔트 타이 항공은 폐업하기 전까지 다음과 같이 보유하고 있으며 평균 기령은 21년이었다.[3]

## 사진

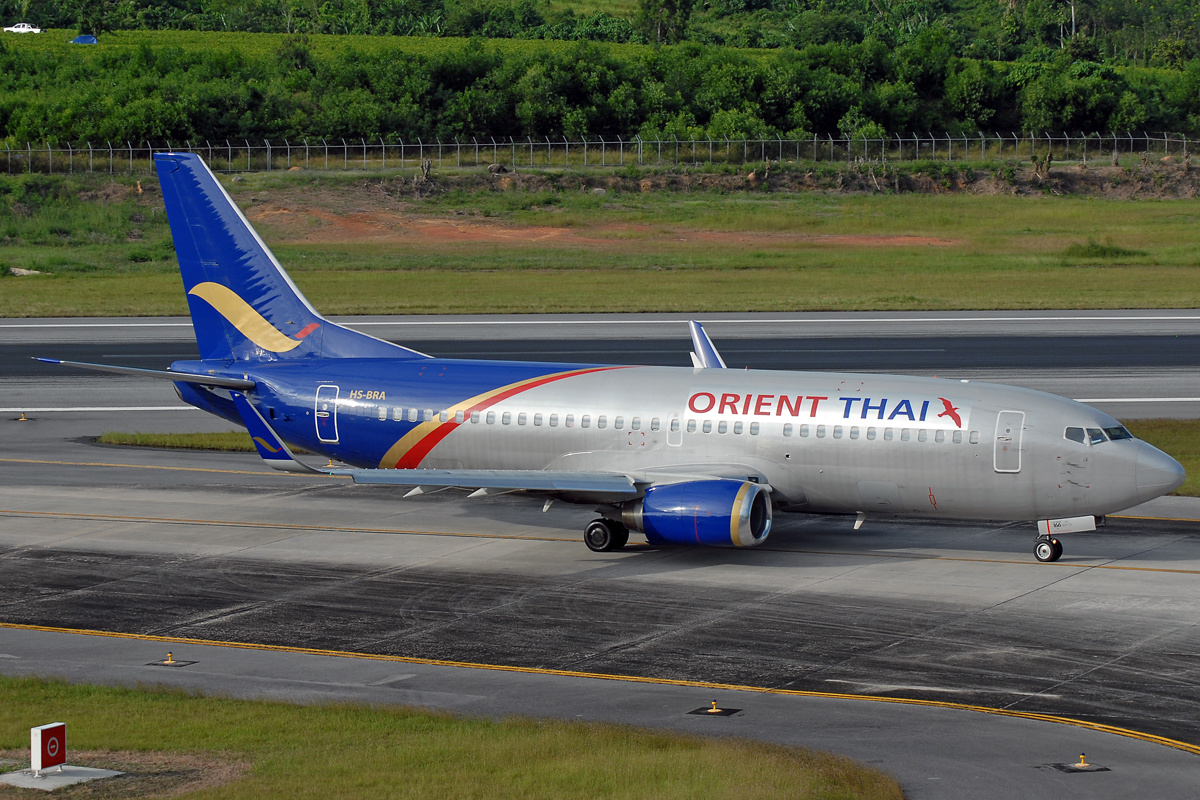
오리엔트 타이 항공의 보잉 737-300 (퇴역)
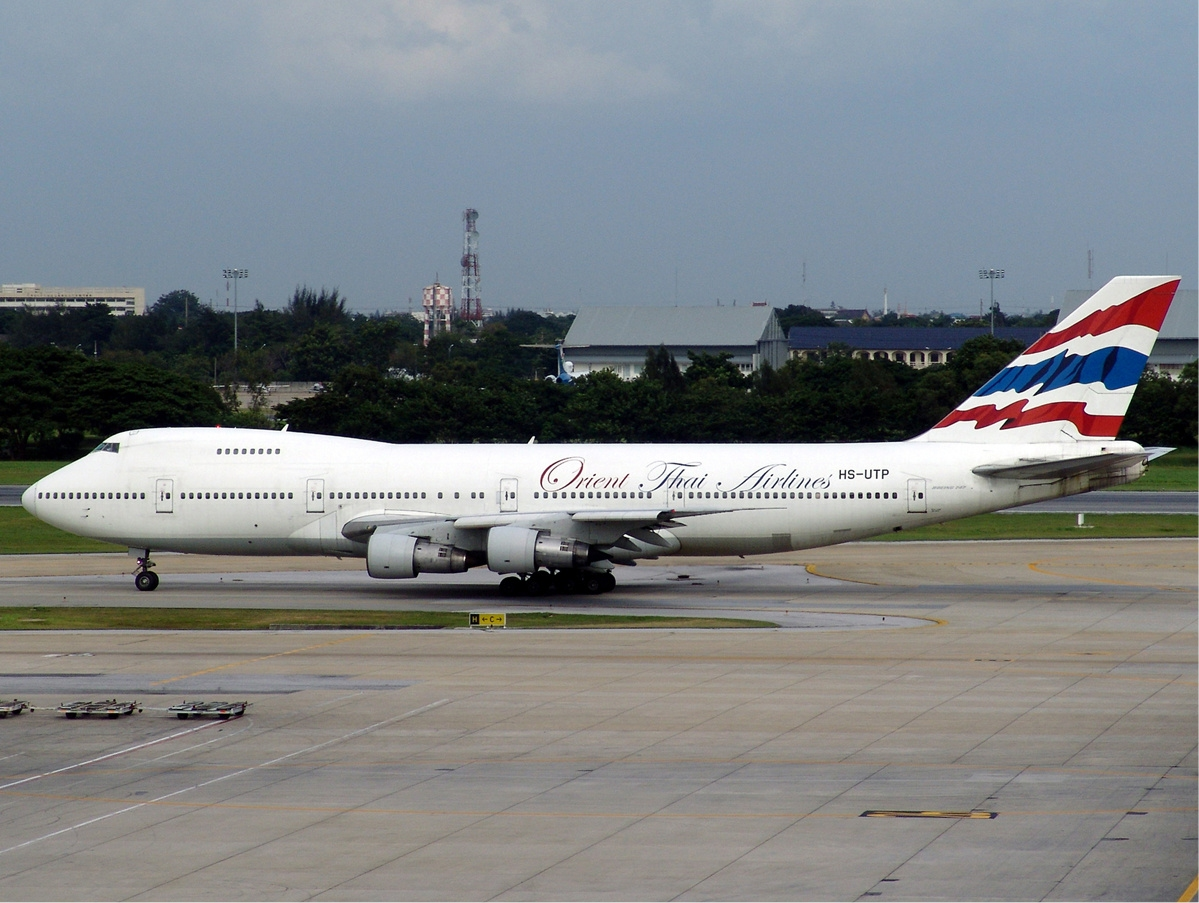
오리엔트 타이 항공의 보잉 747-200B (퇴역)
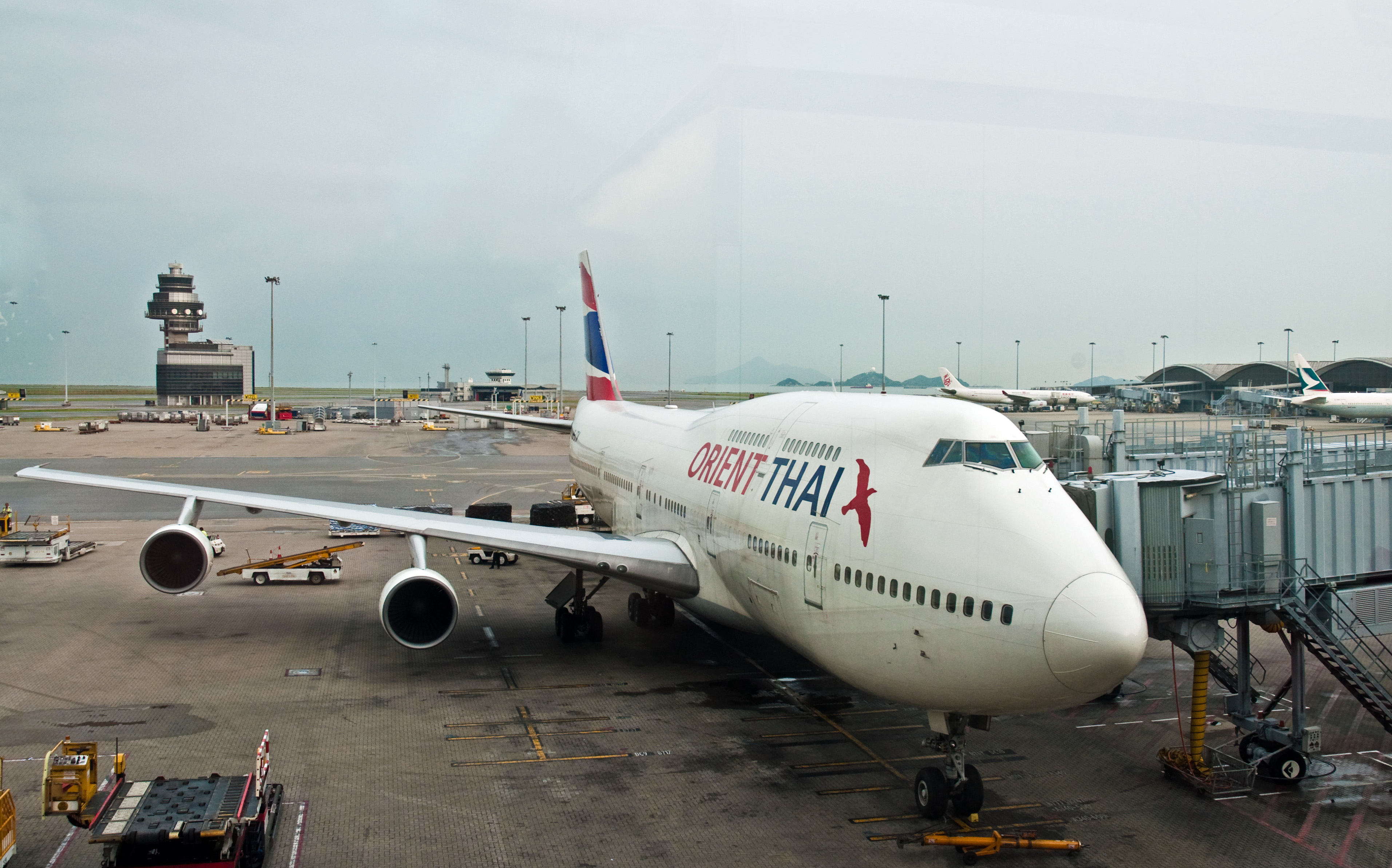
오리엔트 타이 항공의 보잉 747-300 (퇴역)
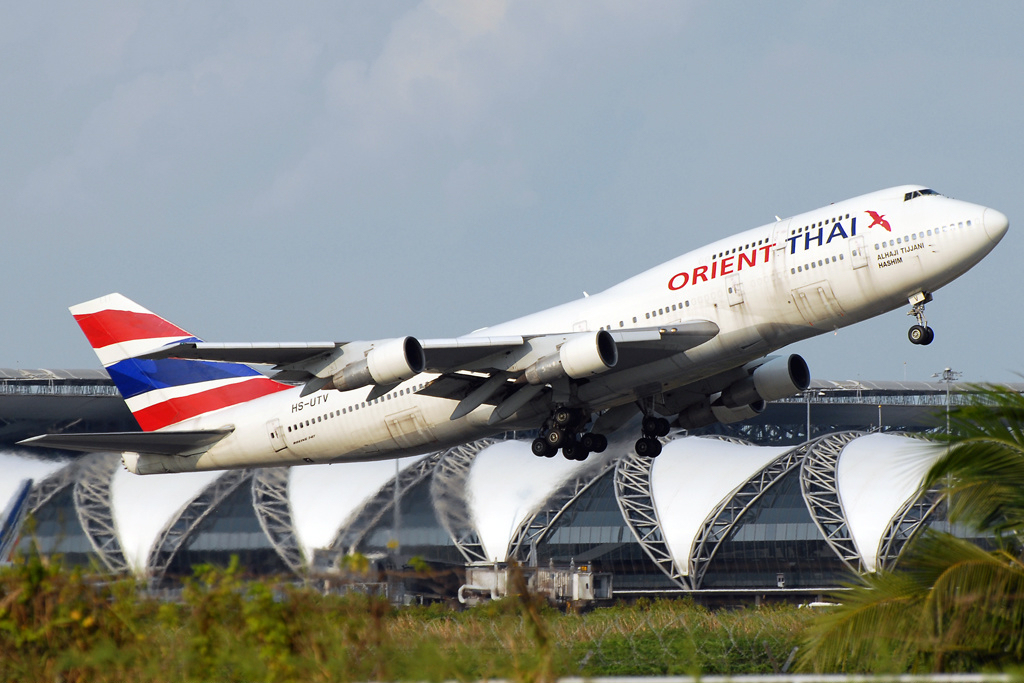
오리엔트 타이 항공의 보잉 747-300 (퇴역)
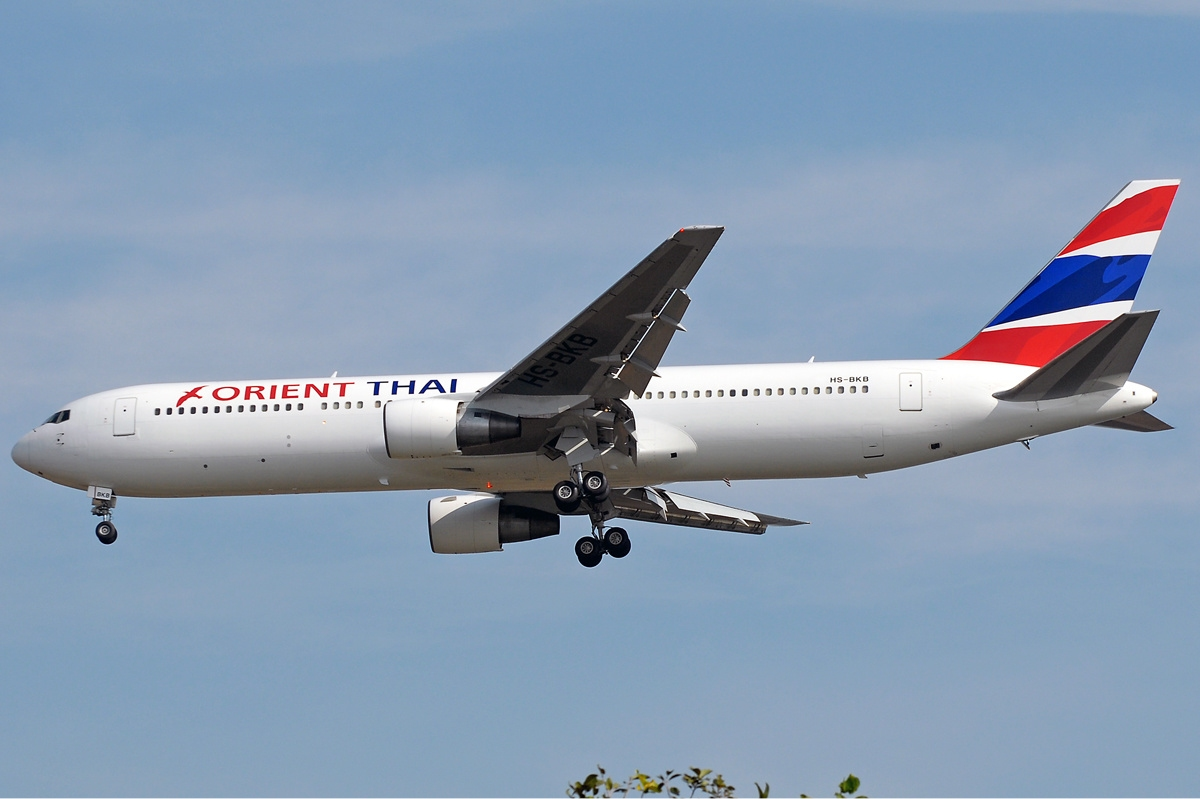
오리엔트 타이 항공의 보잉 767-300ER (퇴역)